# Фельдман, Александр Исидорович
Александр Исидорович Фельдман (1880, Херсон, Российская империя — 1960, Москва) — советский оториноларинголог, доктор медицинских наук (1934), профессор (1934), заслуженный деятель науки РСФСР (1940).
Автор первого в СССР учебника по детской отоларингологии. Ученик С. Ф. Штейна в клинике им. Базановой.

## Биография
Окончил медицинский факультет университета в Лозанне. С 1910 до 1921 в Москве, в Старо-Екатерининской и Морозовской больницах. С 1914 г. – профессор кафедры оториноларингологии медицинского факультета Московского университета, затем 1-го Московского медицинского института.
В 1914—1918 одновременно заведовал ушным госпиталем. После МОНИКИ в 1923 возглавил в нём ЛОР-клинику, в 1931 создал на её базе кафедру болезней уха, горла и носа ЦИУВа. 
В начале XX века как отоларинголог и фониатр Александр Исидорович Фельдман пользовался большой популярностью среди артистов, особенно оперных певцов, которые высоко ценили его профессионализм в лечении голосовых связок. Известен случай с Фёдором Шаляпиным, отличавшимся суеверностью. Вопрос о самочувствии перед спектаклем вызывал у артиста сильное беспокойство и требование осмотра доктора Фельдмана. Врач, сопровождаемый женой и дочерью Валентиной, регулярно посещал спектакли Шаляпина, успокаивая певца и подтверждая готовность его голосовых связок к выступлению.
В 1952 арестован по «делу врачей», в 1953 освобождён. Александр Исидорович Фельдман был одним из девяти врачей, арестованных по сфабрикованному «делу врачей» в конце 1952 - начале 1953 года. Он был отоларингологом и, как и большинство других обвиняемых, евреем. В официальном сообщении ТАСС Фельдман, наряду с другими, был обвинён в участии в «террористической группе», якобы связанной с международной еврейской организацией «Джойнт» и ставившей целью путем «вредительского лечения» сократить жизнь советских руководителей. После смерти Сталина дело было прекращено, а Фельдман, как и другие врачи, полностью реабилитирован. 

## Научная деятельность
Научные труды посвящены мастоидиту, отогенному сепсису, острому воспалению среднего уха (1948). Научно-практическая деятельность способствовала развитию эндоскопии и хирургических методик в оториноларингологии.

## Публикации
Монография «Болезни пищевода» (1949) явилась первой в русской научной литература фундаментальной работой по данному вопросу. В соавторстве с С. И. Вульфсоном руководства «Болезни уха и верхних дыхательных путей в детском возрасте».

## Семья
- Брат — Константин Исидорович Фельдман (1887, Одесса — 1968, Москва), журналист, писатель, переводчик. Член РСДРП с 1903, меньшевик. В 1905 агитатор от РСДРП на броненосце «Потёмкин», в 1920—1925 заместитель председателя Совкино. В 1926—1936 театральный критик в газете «Вечерняя Москва», в 1936—1948 заведующий литературной частью Театра Революции. С 1948 занимался переводами с французского языка, в том числе произведений Л. Буссенара, В. Гюго.
- Брат — Владимир Исидорович Фельдман (14 января 1887, Одесса — 27 октября 1953, Ташкент), доктор медицинских наук, профессор и заведующий кафедрой кожных и венерических болезней Саратовского медицинского института.
- Дочь — Валентина Фельдман-Загорянская (1907—2000), оториноларинголог, хирург-фониатр, доктор медицинских наук (1946), окончила 2-й МГУ (1925). С 1930 консультант поликлиники ГАБТ СССР, заведующая (до 1977) ЛОР-отделением 6-й городской клинической больницы в Москве.
  - Внучка — Марина Евгеньевна Загорянская (род. 1935—2017), оториноларинголог, доктор медицинских наук (1986). Заместитель директора по научной работе Центра аудиологии и слухопротезирования Министерства здравоохранения Российской Федерации.